# Rocket Mortgage FieldHouse
Rocket Mortgage FieldHouse er en sportsarena i Cleveland i Ohio, USA, der er hjemmebane for NBA-holdet Cleveland Cavaliers. Arenaen har plads til 20.562 tilskuere, og blev indviet den 27. april 1992. 